# Autorité intergouvernementale pour le développement
L’autorité intergouvernementale pour le développement (en anglais : Intergovernmental Authority on Development, IGAD) est un groupement régional créé le 21 mars 1986 et associant sept pays est-africains : Djibouti, Éthiopie, Kenya, Somalie, Soudan, Soudan du Sud et Ouganda. L'Érythrée a rejoint l'organisation en 1993 mais n'en fait plus partie à partir de 2007, elle fait cependant son retour en 2023. L'IGAD fait suite à l'Autorité intergouvernementale sur la sécheresse et le développement (IGADD) créée le 16 janvier 1986.

## Historique
Le groupement a été créé en 1986 par les chefs d'État et de gouvernement des États membres sous le nom d’Autorité Intergouvernementale sur la sécheresse et le développement (IGADD) en réponse aux nombreuses catastrophes climatiques (fortes sécheresses récurrentes et autres catastrophes naturelles) qui ont causé des famines, dégradé l'environnement et engendré une dépression économique dans la région de l'Afrique de l'Est entre 1974 et 1984.
Originellement créée pour encourager et coordonner le développement des États membres en soutenant la création d’une vaste zone de libre-échange et d’un véritable marché commun, l'IGAD a très rapidement élargi son champ d'action et abandonné le « D » du mot drought (sécheresse). L’IGAD se fixe désormais pour mission la mise en œuvre de la coopération régionale et de l’intégration économique entre les États membres.

## Mode d'action
Ses moyens d'action sont la promotion de la sécurité des approvisionnements en nourriture, la gestion de l’environnement, ainsi que le développement du commerce intra-régional et des infrastructures. Elle est surtout engagée dans la promotion de la paix et de la stabilité dans la sous-région. Elle tente de créer des mécanismes de prévention, de gestion et de résolution des conflits entre les États et à l’intérieur des États par le dialogue.

## Opérations
Le Conseil de Paix et de Sécurité de l’Union africaine a confié à l’IGAD la responsabilité du déploiement d’une force de paix en Somalie, l'IGASOM. L’IGAD est également responsable d'une mission intérimaire de coordination dans le cadre de la création de la Brigade d’intervention d’Afrique de l’Est (EASBRIG) de la Force interafricaine de l’Union africaine.

## Organisation
L'IGAD est composée des organes suivants :
- assemblée des chefs d'État et de gouvernement ;
- conseil des ministres ;
- comité des ambassadeurs ;
- secrétariat organe permanent.

L'IGAD a son siège à Djibouti dans la république de Djibouti.

## États membres
- Djibouti, depuis 1986.
- Éthiopie, depuis 1986.
- Kenya, depuis 1986.
- Ouganda, depuis 1986.
- Somalie, depuis 1986.

Carte des États membres (vert foncé) et suspendus (vert clair).

- Érythrée, depuis 1993 (a suspendu sa participation en 2007, demande sa réintégration en 2011, effectif en 2023).
- Soudan du Sud, depuis 2011 (suspendu depuis 2021).
- Soudan, depuis 1986 (a suspendu sa participation depuis 2024).

L'Érythrée a rejoint l'IGAD en 1993. Elle suspend sa participation en avril 2007,. En 2011, l'Érythrée demande sa réadhésion, mais celle-ci n'est pas acceptée. En 2018, ce pays était proche de rejoindre à nouveau l'organisation mais sans succès. Elle rejoint finalement l'organisation de nouveau en 2023.
En 2024, Le Soudan suspend son adhésion à l'IGAD après l'avoir accusé d'avoir invité le responsable des Forces de soutien rapide, à un sommet de l'organisation.